# Геп Еммс
Геп Еммс (англ. Hap Emms, нар. 12 січня 1905, Беррі — пом. 23 жовтня 1988, Ніагара-Фоллс) — канадський хокеїст, що грав на позиції захисника, крайнього нападника.

## Ігрова кар'єра
Професійну хокейну кар'єру розпочав 1926 року.
Протягом професійної клубної ігрової кар'єри, що тривала 13 років, захищав кольори команд «Монреаль Марунс», «Нью-Йорк Амеріканс», «Детройт Фелконс», «Детройт Ред-Вінгс» та «Бостон Брюїнс».

## Генеральний менеджер «Бостон Брюїнс»
Два останніх сезони оригінальної шістки 1965/66 і 1966/67 років Геп Еммс був генеральним директором «Бостон Брюїнс», він замінив Лінна Патрика. У складі команди з'явились такі гравці, як Берні Парент, Піт Мартен, Джон Маккензі та інші. Саме за його «правління» в клубі дебютувала майбутня зірка НХЛ Боббі Орр.
Але «Брюїнс» перебував у розпалі восьмирічного спаду і Гела на посаді генерального менеджера замінив відомий в минулому гравець «Брюїнс» Мілт Шмідт, а Еммс навесні 1967 року повернувся в Ніагара-Фолс, де очолив клуб «Сент-Кетерінс Блек Гокс»  (ОХЛ). 

## Хокейна ліга Онтаріо
У 1972 році Еммс став власником клубу «Сент-Кетерінс Блек Гокс» та продав його в 1978 році.
Він заснував трофей ОХЛ Приз сім'ї Еммс — індивідуальна нагорода, котра щорічно вручається найкращому новачку сезона ліги.

## Статистика НХЛ
| Сезон        | Клуб                 | Ліга         | Регулярний сезон | Регулярний сезон | Регулярний сезон | Регулярний сезон | Регулярний сезон | Плей-оф | Плей-оф | Плей-оф | Плей-оф | Плей-оф |
| Сезон        | Клуб                 | Ліга         | І                | Г                | П                | О                | ШХ               | І       | Г       | П       | О       | ШХ      |
| ------------ | -------------------- | ------------ | ---------------- | ---------------- | ---------------- | ---------------- | ---------------- | ------- | ------- | ------- | ------- | ------- |
| 1926-1927    | «Монреаль Марунс»    | НХЛ          | 8                | 0                | 0                | 0                | 0                |         |         |         |         |         |
| 1927-1928    | «Монреаль Марунс»    | НХЛ          | 10               | 0                | 1                | 1                | 10               |         |         |         |         |         |
| 1930-1931    | «Нью-Йорк Амеріканс» | НХЛ          | 44               | 5                | 4                | 9                | 56               |         |         |         |         |         |
| 1931-1932    | «Нью-Йорк Амеріканс» | НХЛ          | 13               | 1                | 0                | 1                | 11               |         |         |         |         |         |
| 1931-1932    | «Детройт Фелконс»    | НХЛ          | 20               | 5                | 9                | 14               | 27               | 2       | 0       | 0       | 0       | 2       |
| 1932-1933    | «Детройт Ред-Вінгс»  | НХЛ          | 43               | 9                | 13               | 22               | 63               | 4       | 0       | 0       | 0       | 8       |
| 1933-1934    | «Детройт Ред-Вінгс»  | НХЛ          | 45               | 7                | 7                | 14               | 51               | 8       | 0       | 0       | 0       | 2       |
| 1934-1935    | «Бостон Брюїнс»      | НХЛ          | 11               | 1                | 1                | 2                | 8                |         |         |         |         |         |
| 1934-1935    | «Нью-Йорк Амеріканс» | НХЛ          | 28               | 2                | 2                | 4                | 19               |         |         |         |         |         |
| 1935-1936    | «Нью-Йорк Амеріканс» | НХЛ          | 32               | 1                | 5                | 6                | 12               |         |         |         |         |         |
| 1936-1937    | «Нью-Йорк Амеріканс» | НХЛ          | 46               | 4                | 8                | 12               | 48               |         |         |         |         |         |
| 1937-1938    | «Нью-Йорк Амеріканс» | НХЛ          | 20               | 1                | 3                | 4                | 6                |         |         |         |         |         |
| Усього в НХЛ | Усього в НХЛ         | Усього в НХЛ | 320              | 36               | 53               | 89               | 311              | 14      | 0       | 0       | 0       | 12      |